# Rolf Seekamp
Rolf Seekamp (* 16. September 1921; † 29. April 2015) war ein deutscher Fußballschiedsrichter.

## Sportlicher Werdegang
Seekamp leitete als Vertreter des TSV Lesum in den 1950er und 1960er Jahren 115 Meisterschaftsspiele in der Oberliga Nord, zudem kam er in der Endrunde um die Deutsche Meisterschaft zum Einsatz. Als einer der führenden deutschen Schiedsrichter seinerzeit kam ihm die Ehre zu, im Wettbewerb um den DFB-Pokal 1962 das Finalspiel zwischen dem 1. FC Nürnberg und Fortuna Düsseldorf im Hannoveraner Niedersachsenstadion. Im folgenden Jahr gehörte er zu den ersten Schiedsrichtern der Bundesliga. Zwischen der Auftaktsaison 1963/64 und seiner Abschiedssaison 1967/68 leitete er insgesamt 26 Partien in der neuen deutschen Beletage.
Hauptberuflich was Seekamp für die Volksbank Bremen-Nord tätig, bei der er zeitweise im Vorstand saß.